# 舎人糠虫
舎人 糠虫（とねり の ぬかむし）は、飛鳥時代の人物。姓は造のち連。冠位は小錦下、贈大錦上。壬申の乱の功臣。

## 出自
舎人造は勤務に就いている舎人の統率を行った中央豪族と考えられる。出自は明らかでないが、『先代旧事本紀』によると饒速日尊降臨の際、天物部を率いて従った五部造の一つとして、舎人造の名が記されている

## 経歴
『日本書紀』が壬申の乱について述べるくだりに糠虫の名は現れないが、後述の贈位記事によって大海人皇子側で何らかの活躍をしたことが知られる。
天武天皇10年（681年）12月29日、舎人造糠虫は連の姓を与えられた。翌年1月9日、大山上舎人連糠虫は小錦下の位に進んだ。その年の2月に小錦下の舎人連糠虫は死んだ。壬申の年の功によって、大錦上の位が贈られた。